# Quimsacharani
El quimsacharani es un pequeño látigo de tres pequeños lazos, fabricado de cuero trenzado. Es utilizado en la zona altiplánica de Bolivia para castigar a los niños.

## Significado
Los tres lazos del quimsacharani representan las tres principales normas de conducta de la cultura aimara: ama sua (no seas ladrón), ama q'uella (no seas flojo) y ama llulla (no seas mentiroso).

## Etimología
«Quimsacharani»  es un vocablo de origen aimara que quiere decir chicote de tres patas, en alusión a las tres tiras de cuero que lo caracterizan. El nombre deriva del aimara quimsa o kimsa que significa tres